# サン・ビアージョ・ディ・カッラルタ
サン・ビアージョ・ディ・カッラルタ（伊: San Biagio di Callalta）は、イタリア共和国ヴェネト州トレヴィーゾ県にある、人口約13,000人の基礎自治体（コムーネ）。

## 地理

### 位置・広がり

#### 隣接コムーネ
隣接するコムーネは以下の通り。
- ブレーダ・ディ・ピアーヴェ
- カルボネーラ
- モナスティエール・ディ・トレヴィーゾ
- ポンテ・ディ・ピアーヴェ
- ロンカーデ
- サルガレーダ
- シレーア
- ゼンソン・ディ・ピアーヴェ

### 気候分類・地震分類
気候分類では、zona E, 2343 GGに分類される。
また、イタリアの地震リスク階級 (it) では、zona 3 (sismicità bassa) に分類される。

## 行政

### 分離集落
サン・ビアージョ・ディ・カッラルタには、以下の分離集落（フラツィオーネ）がある。
- Cavriè, Fagarè della Battaglia, Olmi-San Floriano, Rovarè, San Martino, Sant'Andrea di Barbarana, Spercenigo

## 姉妹都市
- L'Union、フランス 1995年